# Pareques fuscovittatus
Pareques fuscovittatus är en fiskart som först beskrevs av William Converse Kendall och Lewis Radcliffe 1912.  Pareques fuscovittatus ingår i släktet Pareques och familjen havsgösfiskar. IUCN kategoriserar arten globalt som livskraftig. Inga underarter finns listade i Catalogue of Life.